# Placówka Straży Celnej „Podłęże Królewskie”

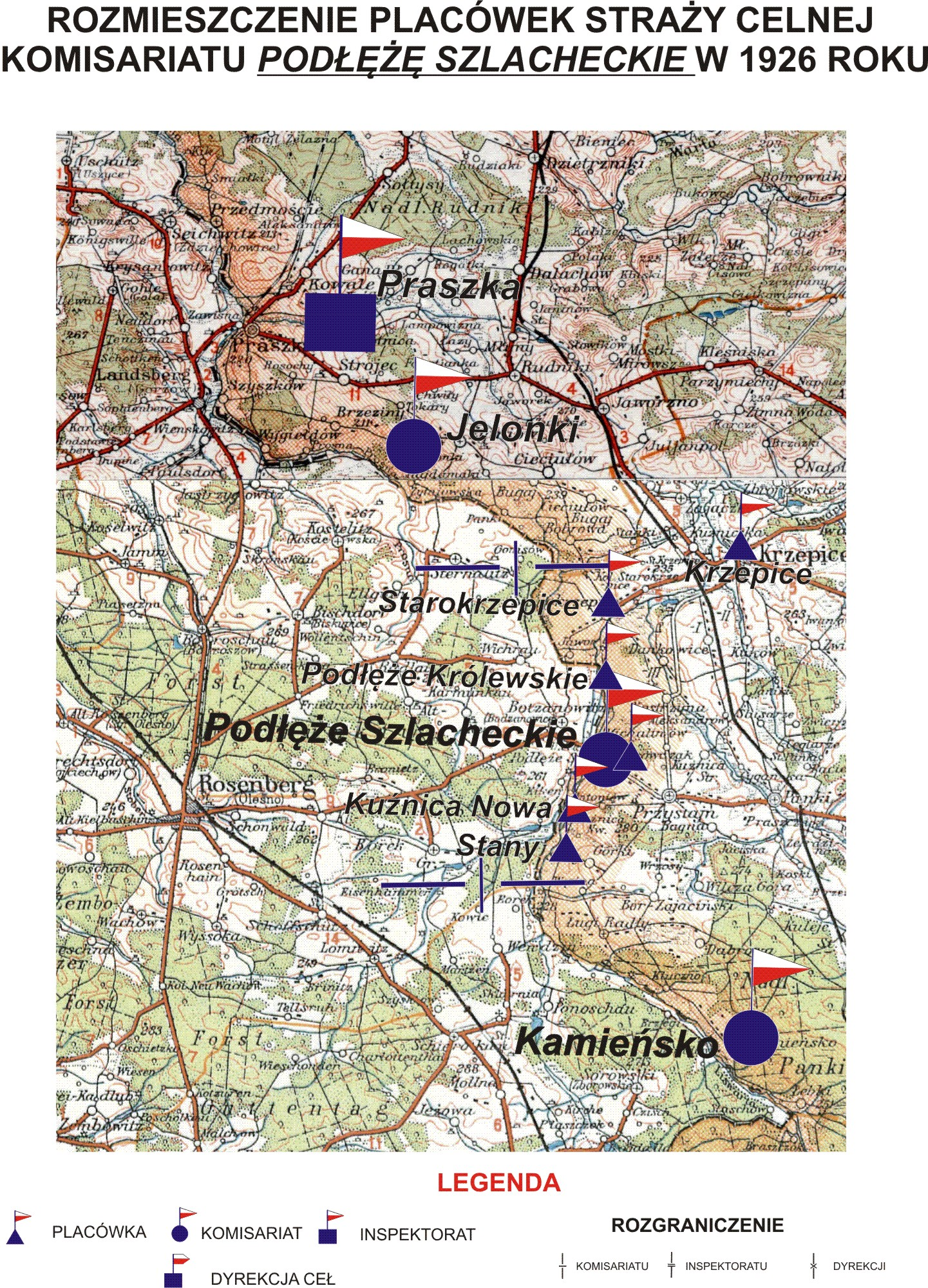
Rozmieszczenie placówek SC Komisariatu Podłęże Szlacheckie w 1926

Placówka Straży Celnej „Podłęże Królewskie” – jednostka organizacyjna Straży Celnej pełniąca w okresie międzywojennym służbę ochronną na granicy polsko-niemieckiej.

## Formowanie i zmiany organizacyjne
Na wniosek Ministerstwa Skarbu, uchwałą z 10 marca 1920 roku, powołano do życia Straż Celną. W 1921 roku w Starokrzepicach stacjonował sztab 3 kompanii 4 batalionu celnego. 3 kompania celna jedną ze swoich placówek wystawiła w Podłężu Królewskim. Od połowy 1921 roku jednostki Straży Celnej rozpoczęły przejmowanie odcinków granicy od pododdziałów Batalionów Celnych. Proces tworzenia Straży Celnej trwał do końca 1922 roku. Placówka Straży Celnej „Podłęże Królewskie” weszła w podporządkowanie komisariatu Straży Celnej „Podłęże Szlacheckie” z Inspektoratu SC „Praszka”.
W drugiej połowie 1927 roku przystąpiono do gruntownej reorganizacji Straży Celnej. W praktyce skutkowało to rozwiązaniem tej formacji granicznej. Ochronę północnej, zachodniej i południowej granicy państwa przejęła powołana z dniem 2 kwietnia 1928 roku  Straż Graniczna.
5 lipca 1928 roku przemianowano komisariat Straży Celnej „Podłęże Szlacheckie” na podkomisariat SG „Panki”.
Z dniem 30 września 1929 podkomisariat został przeformowany w komisariat Straży Granicznej.
Rozkazem nr 11 z 9 stycznia 1930 roku w sprawie reorganizacji Wielkopolskiego Inspektoratu Okręgowego komendant Straży Granicznej płk Jan Jur-Gorzechowski ustalił numer i nową organizację komisariatu. Placówka Straży Granicznej I linii „Podłęże Królewskie” znalazła się w jego strukturze.

## Funkcjonariusze placówki
Kierownicy placówki
| stopień    | imię i nazwisko, numer | okres pełnienia służby | kolejne stanowisko |
| ---------- | ---------------------- | ---------------------- | ------------------ |
| Przodownik | Adolf Kotarba (611)    | był w 1926             |                    |

Obsada personalna placówki w 1926:
- przodownik Adolf Kotarba (611)
- starszy strażnik Józef Jańczak (888)
- strażnik Feliks Wilkosz (717)
- strażnik Tomasz Kordeusz (695)
- strażnik Władysław Pulsakowski (706)